# Elton Dean
 (septembre 2020).
Si vous disposez d'ouvrages ou d'articles de référence ou si vous connaissez des sites web de qualité traitant du thème abordé ici, merci de compléter l'article en donnant les références utiles à sa vérifiabilité et en les liant à la section « Notes et références ».
Elton Dean (Nottingham, 28 octobre 1945 – 8 février 2006 à Londres) était un musicien britannique qui œuvrait surtout dans le jazz. Il jouait du saxophone alto, du saxello (une variante du saxophone soprano, avec une sonorité particulière) et occasionnellement du piano électrique. Il a joué avec Keith Tippett et son groupe The Keith Tippett Sextet ainsi que Soft Machine avant de monter son propre groupe Just Us. 

## Biographie
Dean est né à Nottingham, en Angleterre. De 1966 à 1967, Dean fut membre du groupe Bluesology (en), dirigé par Long John Baldry. Le pianiste de ce groupe, Reginald Dwight, combina par la suite les prénoms de Elton Dean et de John Baldry pour forger son propre nom de scène, Elton John.

### Soft Machine, Just Us et Ninesense
Dean a d'abord établi sa réputation en tant que membre du groupe The Keith Tippett Sextet de 1968 à 1970, ainsi que de Soft Machine de 1969 à 1972. Un peu avant de quitter Soft Machine, il a fondé son propre groupe, Just Us. De 1975 à 1978, il a dirigé un groupe de neuf musiciens nommé Ninesense, avec lequel il a notamment joué au festival de jazz de Bracknell et dans d'autres manifestations similaires. Depuis cette époque, ses propres formations, souvent des quartets ou des quintets, ont le plus souvent œuvré dans le style du free jazz, avec une part essentielle laissée à l'improvisation. Dans le même temps, il a continué de collaborer avec d'autres groupes jouant une musique très stricte, tels que le groupe In Cahoots du guitariste Phil Miller (en), le groupe Equip'Out du batteur Pip Pyle, ainsi que divers projets menés avec l'ancien bassiste de Soft Machine Hugh Hopper.

### Soft Works et Soft Machine Legacy
En 2002, Elton Dean, Hugh Hopper et deux autres anciens de Soft Machine (le batteur John Marshall et le guitariste Allan Holdsworth) ont joué et enregistré sous le nom de Soft Works. Rejoints par un autre ancien membre de Soft Machine, le guitariste John Etheridge en remplacement de Holdsworth, ils ont continué les concerts et enregistrements sous le nom de Soft Machine Legacy, jouant des pièces du répertoire original de Soft Machine ainsi que de nouvelles compositions. Elton Dean figure dans trois albums de Soft Machine Legacy : Live in Zaandam (CD, rec. 2005/05/10), New Morning - The Paris Concert (DVD, rec. 2005/12/12) et l'album studio Soft Machine Legacy (CD, 2006, rec. 2005).

### Soft Bounds, Psychic Warrior et The Wrong Object
Les dernières collaborations musicales de Dean comprennent également Soft Bounds (quartet comprenant Elton Dean, Hugh Hopper, la pianiste Sophia Domancich et le batteur Simon Goubert), le projet Psychic Warrior d'Alex Maguire, et le groupe belge de jazz-rock The Wrong Object.
Le style de jeu de Dean est autant tonal qu'atonal. Sa sonorité et son phrasé rappellent souvent John Coltrane. Ses incursions dans le jazz fusion avec Soft Machine sont caractérisées par un usage novateur d'une amplification extrême (particulièrement dans les concerts enregistrés de la période des albums Third et Fourth de Soft Machine). 

## Discographie

### Solo
- 1971:  Elton Dean
- 1975: Live at the BBC (with Ninesense, released 2003)
- 1976: Oh! For The Edge
- 1976: They All Be On This Old Road (live)
- 1977: Happy Daze (live)
- 1979: Three's Company Two's A Crowd
- 1979: The 100 Club Concert (released posthumously in 2012)
- 1980: Boundaries
- 1985: The Bologna Tape
- 1986: Welcomet
- 1988: Duos (cassette only)
- 1988: Trios (cassette only)
- 1989: EDQ Live (cassette only)
- 1989: Unlimited Saxophone Company
- 1990: Vortex Tapes (live)
- 1995: Silent Knowledge
- 1997: Headless Quartet
- 1997: Newsense
- 1998: Moorsong
- 2000: QED
- 2002: Sea of Infinity

### Collaborations
- 1976: Dean, Hopper, Tippett, Gallivan: Cruel But Fair
- 1977: Dean, Skidmore: El Skid
- 1977: Dean, Wheeler, Gallivan: The Cheque Is In The Mail
- 1977: Dean, Hopper, Tippett, Gallivan: Mercy Dash
- 1985: Dean, Miller: Steve Miller Trio Meets Elton Dean
- 1990: Dean, Howard Riley Quartet: All The Tradition
- 1992: Dean, Hewins: Bar Torque
- 1993: Dean, Riley: One Two One
- 1995: Dean, Dunmall: If Dubois Only Knew
- 1995: Dean, Riley: Descending Circles
- 1996: Dean, Rudd: Rumours Of An Incident
- 1996: Dean, Cuomo: The Origin Of Man
- 1997: Dean, Hopper, Clarke, Knight: The Mind In The Trees
- 1998: Dean, Bellatalla, Sanders: Into The Nierika
- 2000: Dean, Trovesi: Freedom in Jazz
- 2004: Dean, Domancich: Avant
- 2004: Dean, Dunmall, Rogers, Blanco: Remembrance (released posthumously in 2013)
- 2007: Dean, The Wrong Object: The Unbelievable Truth (recorded live in Paris at Glaz'Art on 18 October 2005)

### Groupes
Soft Machine
- 1970: Third
- 1971: Fourth
- 1972: Fifth

Centipede
- 1971: Septober Energy

Soft Heap
- 1978: Rogue Element
- 1979: Al Dente (live)
- 1979: Soft Heap
- 1983: A Veritable Centaur

Equip'Out
- 1985: L'Equipe Out
- 1990 : ''Up

In Cahoots
- 1989: In Cahoots: Live 86–89

Anglo Italian Quartet
- 1990: Put It Right Mr. Smoothie
- 1995: Twice Upon A Time

British Saxophone Quartet
- 1995: Early October

Soft Works
- 2002: Abracadabra

Soft Mountain
- 2003: Soft Mountain

Soft Bounds
- 2004: Live at Le Triton

Soft Machine Legacy
- 2005: Soft Machine Legacy: Live in Zaandam
- 2006: Soft Machine Legacy: Soft Machine Legacy

### Apparitions diverses
- 1969: Julie Driscoll: 69
- 1970: Keith Tippett: You Are Here... I Am There
- 1970: Kevin Ayers: BBC Sessions 1970-1976
- 1970: Robert Wyatt: The End Of An Ear
- 1971: Keith Tippett: Dedicated To You, But You Weren't Listening
- 1971: Heads Hands & Feet: Heads Hands & Feet
- 1971: Reg King: Reg King
- 1972: Mike Hugg: Somewhere
- 1973: Alexis Korner: Alexis Korner
- 1973: Mike Hugg: Stress & Strain
- 1974: Hugh Hopper: Monster Band
- 1975: 	Brotherhood of Breath: Bremen to Bridgwater
- 1975: 	Dudu Pukwana: Diamond Express
- 1975: 	Julie Tippetts: Sunset Glow
- 1976: Hugh Hopper: Hoppertunity Box
- 1976: 	Intercontinental Express: London
- 1978: Keith Tippett: Frames
- 1978: Carla Bley Band: European Tour 1977
- 1979: John Stevens Dance Orchestra: A Luta Continua
- 1981: National Health: DS Al Coda
- 1984: Keith Tippett: A Loose Kite in a Gentle Wind...
- 1984: 	The Big Team: Under The Influence
- 1985: 	Phil Miller: Cutting Both Ways
- 1985: 	Harry Beckett: Pictures of You
- 1987: 	Dennis Gonzalez Dallas-London Sextet: Catechism
- 1988: 	Phil Miller: Split Seconds
- 1991: 	Joe Gallivan's Soldiers Of The Road: Innocence
- 1994: 	John Greaves: Songs
- 1996: MASHU: Elephants in your head?
- 1999: Roswell Rudd: Broad Strokes
- 2003: 	Psychic Warrior: Psychic Warrior
- 2003: 	Carol Grimes: Mother
- 2003: 	Hugh Hopper: Jazzloops
- 2003: 	In Cahoots: All That
- 2005: 	The Wrong Object featuring Elton Dean: The Unbelievable Truth